# 曾肯成
曾肯成（1927年—2004年5月13日），男，湖南涟源人，中国数学家、密码学家，中国科学技术大学教授，曾任中国数学会理事。